# 周镐 (漳州府知府)
周镐，江苏金匮人，清朝政治人物。
周镐曾于道光元年（1821年）接替陆言任漳州府知府一职，道光三年（1823年）由戴嘉谷接任。